# La guerra de los planetas
La guerra de los planetas (War of the planets, en inglés; I Diafanoidi Vengono da Marte, en italiano: Los diafanoides vienen de Marte) es una película italiana, de 1966, de los géneros ciencia ficción, aventura espacial, extraterrestres, dirigida por Antonio Margheriti, protagonizada por Tony Russel y Lisa Gastoni (30 años).
Este largometraje (97 minutos), filmado en Eastmancolor, fue estrenado en Italia, el 4 de junio de 1966.  
La historia de la película y su guion fueron escritas por Ivan Reiner y Renato Moretti.
Este largometraje fue filmado en los estudios Incir De Paolis y en locaciones de Roma y Lacio, íntegramente en Italia.
El nombre de Russel está mal escrito en los créditos iniciales como "Tony Russell".
Es el segundo filme de la serie Gamma One.
Esta página fue traducida de Wikipedia en inglés.

## Sinopsis
En el siglo XXI, una extraña especie alienígena (verde, luces que a veces se manifiestan como grandes nubes de humo) invade el sistema solar. Usando a Marte como su base, atacan y roban todas las estaciones espaciales de la Tierra, matando a las tripulaciones o lavándoles el cerebro. La siguiente parada es el planeta Tierra... A menos que el comandante Mike Halstead (Tony Russel) y su equipo puedan detenerlos.

## Reparto
- Tony Russel: comandante Mike Halstead
- Lisa Gastoni: teniente Connie Gomez (como Jane Fate)
- Franco Nero: teniente Jake Jacowitx
- Carlo Giustini: capitán Jaques Dubois
- Enzo Fiermonte:  Ken
- Linda Sini: teniente Fina Marlie
- Nando Angelini: capitán Tice (Recon)

## Tetralogía de la serie Gamma One
Cuatro películas italianas conforman la tetralogía de la serie Gamma One:
- 1º I criminali della galassia (Los criminales de la galaxia), en 1965.
- 2º La guerra de los planetas (I Diafanoidi Vengono da Marte, Los diafanoides vienen de Marte), en 1966.
- 3º El planeta errante (Il Pianeta Errante, El planeta errante), en 1966.
- 4º Snow Devils (La Morte Viene dal Pianeta Aytin, La muerte viene del planeta Aytin), en 1967.